# پروآنتوسیانیدین ای۱
پروآنتوسیانیدین ای۱ (به انگلیسی: Proanthocyanidin A1) یک ترکیب شیمیایی با شناسه پاب‌کم ۶۳۷۱۲۲ است. 